# Олтеанка (Телеорман)
Олтеанка (рум. Olteanca) насеље је у Румунији у округу Телеорман у општини Сегарча Вале. Oпштина се налази на надморској висини од 52 m.

## Становништво
Према подацима из 2002. године у насељу је живело 1125 становника, од којих су сви румунске националности.